# Kyrakh Kesaman
Kyrakh Kesaman (ryska: Кырых_кесаман) är en ort i Azerbajdzjan.   Den ligger i distriktet Ağstafa Rayonu, i den västra delen av landet, 400 km väster om huvudstaden Baku. Kyrakh Kesaman ligger 225 meter över havet och antalet invånare är 1 880.
Terrängen runt Kyrakh Kesaman är platt åt sydväst, men åt nordost är den kuperad. Närmaste större samhälle är Qazax, 15,6 km sydväst om Kyrakh Kesaman.
Trakten runt Kyrakh Kesaman består till största delen av jordbruksmark. Runt Kyrakh Kesaman är det ganska tätbefolkat, med 72 invånare per kvadratkilometer.